# Lipperheide (Adelsgeschlecht)

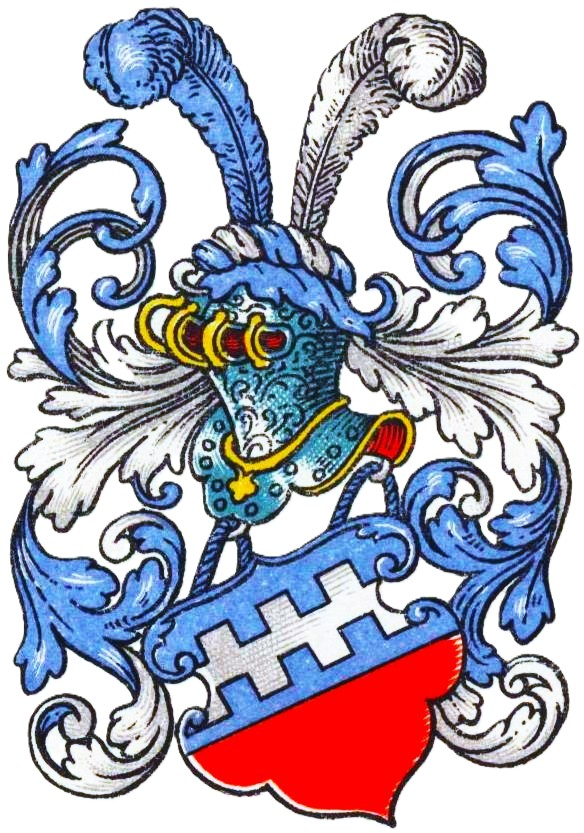
Wappen derer von Lipperheide im Wappenbuch des Westfälischen Adels

Lipperheide (auch Lipperheiden, Lipperheid, Lipperheidt, Bermen genannt Lipperheide o. ä.) ist der Name eines erloschenen westfälisch-niederrheinisches Uradelsgeschlechts.
Eine Stammesverwandtschaft mit dem 1892 in den preußischen Freiherrenstand erhobenen Franz von Lipperheide (1838–1906) ist nicht belegt, auch wenn im Zuge der Erhebung ein Wappen vergeben wurde, das dem des Uradelsgeschlechts sehr ähnlich ist.

## Geschichte
Das Geschlecht stammt von einem gleichnamigen Stammsitz bei Essen. Über Lipperheide hinaus hatte die Familie Besitz in Westfalen und am Niederrhein: Haus Bermen (urkundlich 1600–1690), Hege (Recklinghausen) (1600), Ihorst (1680), Schorlingen bei Waldorf (Bornheim) (1578) und Stein (1600).
1435 verkaufte Dietrich Dücker von der Lipperheide dem Johann von Eickel, Dietrichs Sohn, seinen Schultenhof zu Schalke bei Gelsenkirchen. 1440 gestattete die Essener Äbtissin Elisabeth Stecke van Beeck dem Rutger von Bermen genannt Lipperheide (Lypperheyde) die Wiederlöse der Güter Bermen, Brockhof und Crympensunderen mit 500 Gulden. Zu Schorlingen bei Waldorf saßen Johann von Lipperheide und Hermann von Lipperheide. Letzterer wurde 1578 von Kaufleuten bei Dortmund erschossen. Caspar von Lipperheide zu Bermen war mit Elisabeth von Hundt zum Busch zu Revenhoven verheiratet. Ihre Tochter Anna Sophia von Lipperheide heiratete gegen 1690 Ludolf Georg von Boenen zu Berge. Johann Caspar von Lipperheide (1668 bereits verstorben) zu Stein und Renge war mit Patronella Catharina von Schade, Erbin zu Ihorst und Budenborg verheiratet. Ihre ältesten beiden Söhne hießen Arnoldt Wilhelm von Lipperheide, Domherr zu Basel, und Johann Caspar von Lipperheide. Letzterer Johann Caspar von Lipperheide zu Ihorst heiratete Apollonia Helena von Chalon genannt Gehlen zu Hollewinckel. Die Eheleute hatten eine Tochter namens Anna Mettilde von Lipperheide (1684–1710), die 1703 Heinrich Johann I. Droste zu Hülshoff (1677–1739) heiratete.
Kurz darauf starb die Familie im Mannesstamm aus.

## Wappen
Blasonierung: Von Blau und Rot geteilt. Oben ein silberner Doppelzinnenbalken. Auf dem blau-silbern bewulsteten Helm mit blau-silbernen Helmdecken eine blaue und eine silberne Straußenfeder.
Laut Max von Spießen kommen auch andere Tingierungen vor. Die Linie zu Schörlingen führte einen goldenen Doppelzinnenbalken und als Helmzier einen roten golden aufgeschlagenen Turnierhut mit zwei goldenen Fackeln. Siehe auch unten das Wappen derer von Lipperheide zu Bremen. Das freiherrliche Wappen für den nicht nachgewiesen von diesem Uradelsgeschlecht abstammenden, 1892 nobilitierten Franz von Lipperheide, zeigt einen von Schwarz über Silber geteilten Schild, oben mit einem silbernen Doppelzinnenbalken (teilweise zwischen Helm und Schild eine Freiherrenkrone), der Helm gekrönt, eine silberne und eine schwarze Straußenfeder.

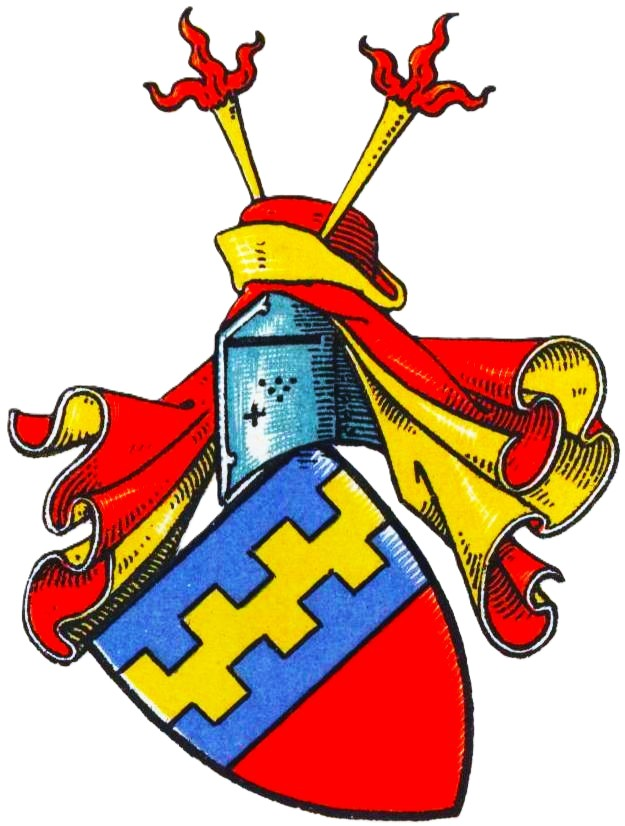
Wappen derer von Lipperheide zu Bremen im Wappenbuch des Westfälischen Adels
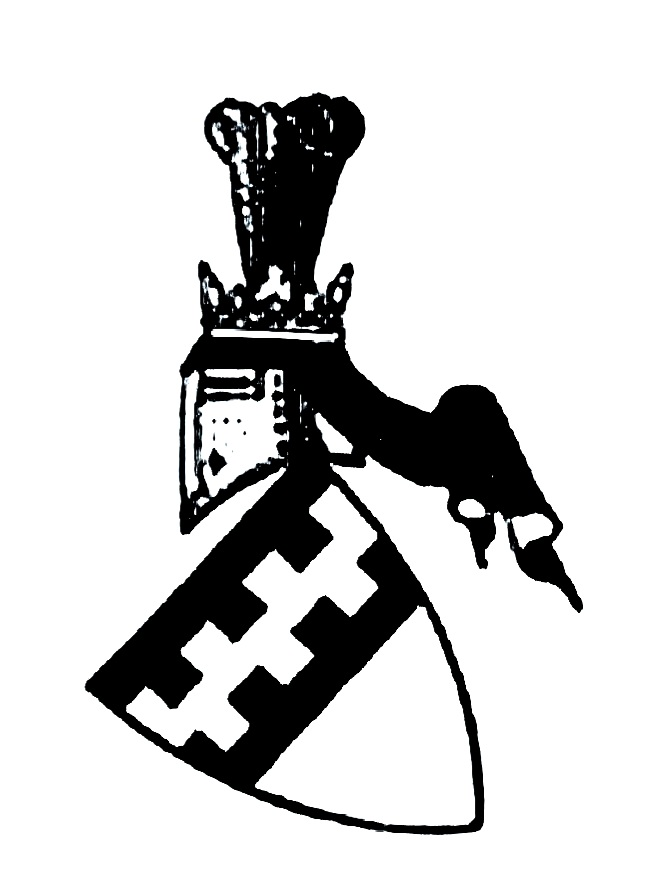
Wappen der Freiherren von Lipperheide (1892) im gotischen Wappenstil (Stil wie im Codex Manesse)